# Vierbindiger Schmalbock
Der Vierbindige Schmalbock (Leptura quadrifasciata, Syn.: Strangalia quadrifasciata) ist eine Käferart und gehört zur Familie der Bockkäfer und dort zur Unterfamilie der Schmalböcke (Lepturinae). Der Namensteil Vierbindig ist auf die auffällige Färbung zurückzuführen. Auf den Flügeldecken (Elytren) der schwarzen Käfer befinden sich vier gelb-orange Querbänder.

## Merkmale
Die Käfer werden 11 bis 20 mm lang. Das Hauptmerkmal ist die auffällige gelb-orange Querbänderung mit vier schwarzen Querbändern auf gelbem Grund, die den Käfern ein wespenähnliches Aussehen gibt und eine Mimikry darstellt. Die Querbänderung ist oft gezackt und variiert in ihrer Größe, vor allem im Flachland können die schwarzen Anteile der Elytrenzeichnungen reduzierter sein als in den Alpen. Die Beine und Fühler sind beim Männchen einfarbig schwarz, beim Weibchen sind die schwarzen Fühler am Ende gelbbraun. Dadurch unterscheidet sich die Art von dem ähnlichen Gefleckten Schmalbock (Rutpela maculata), bei dem die Fühler gelb-schwarz geringelt sind und die Beine teilweise Gelbfärbungen aufweisen. Ihre Fühler sind etwa körperlang, die Augen umwachsen die Fühlerbasis von hinten. Die Schläfen sind schwarz oder braun behaart, der Scheitel besitzt zwischen der feinen Punktur größere eingestreute Punkten. Der Halsschild ist fein graugelb und an einzelnen Stellen deutlicher gelb behaart, es ist ziemlich fein, aber dicht punktiert und besitzt jederseits vor der Querfurche auf der Scheibe einen mehr oder weniger deutlichen Eindruck.

## Verbreitung
Das Verbreitungsgebiet erstreckt sich von weiten Teilen Europas (nicht im Südwesten und im Mittelmeerraum) und Nordasien über Sibirien bis zur Insel Sachalin sowie nach China und Korea. Sie wird entsprechend als sibirisches Faunenelement eingeordnet. Im südlichen Teil reicht das Verbreitungsgebiet über den Kaukasus bis in die Türkei und in den Iran.
In Mitteleuropa ist die Art allgemein verbreitet. In Deutschland und Österreich sind Vorkommen in allen Bundesländern bekannt und auch in der Schweiz gilt der Käfer als verbreitet. In Luxemburg wurde die Art erst 2019 zum ersten Mal nachgewiesen und in Belgien war er bis zur Jahrtausendwende nur aus der Wallonie bekannt, seitdem gab es jedoch mehrere Nachweise in der Region Brüssel und in Flandern.

## Lebensweise

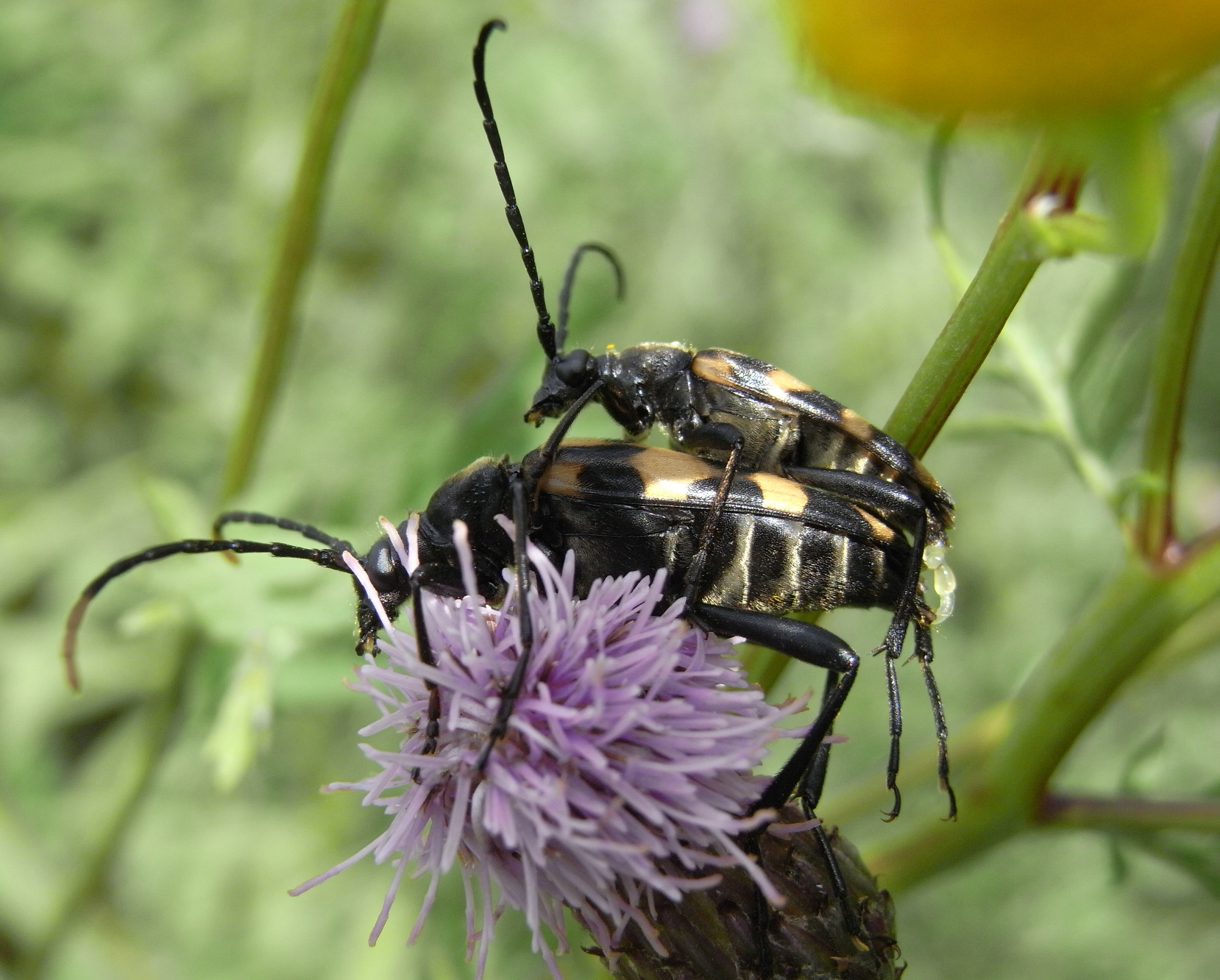
Bei der Paarung

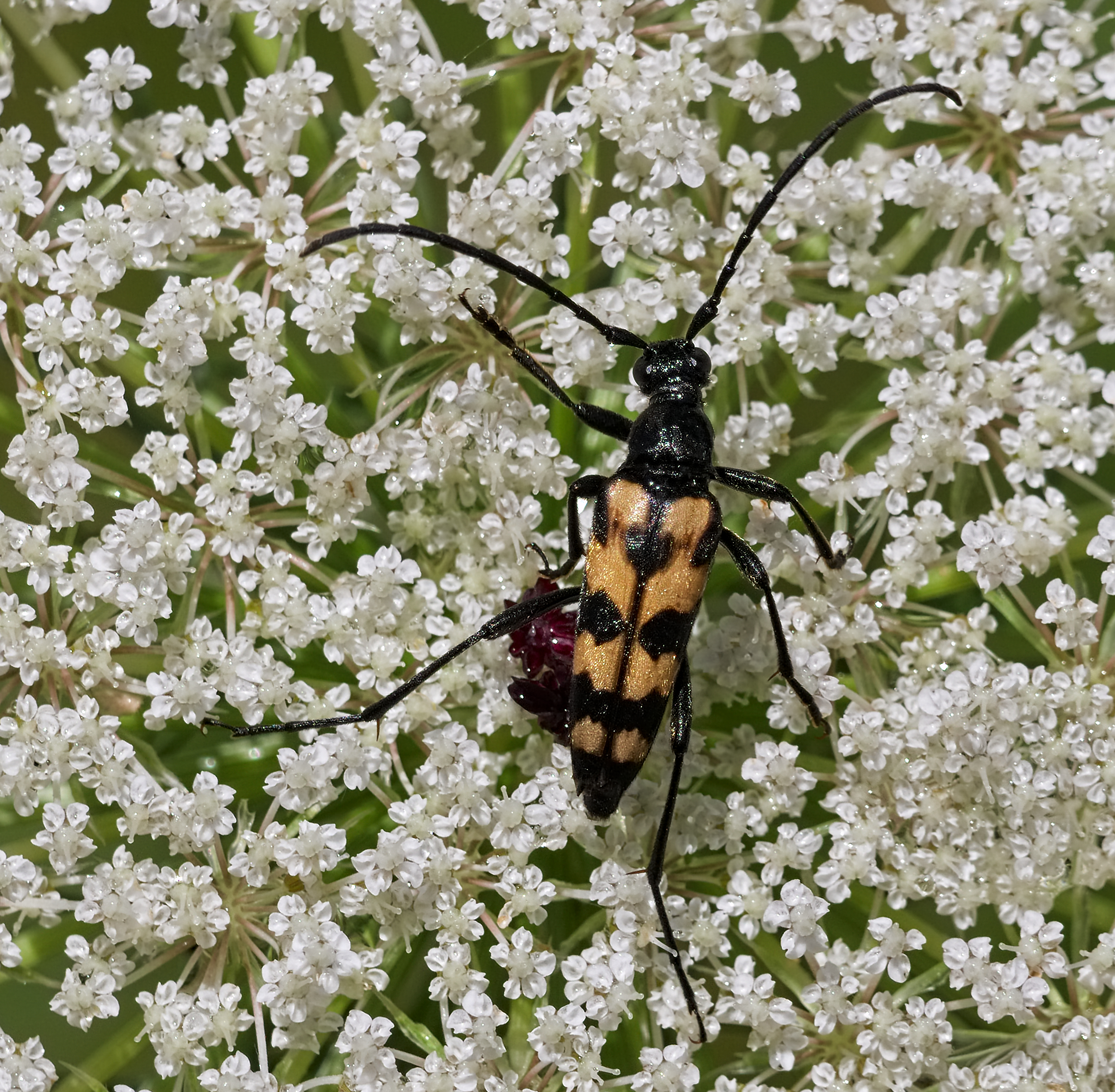
Vierbindiger Schmalbock beim Blütenbesuch

Die hygrophile Art ist sowohl im Tiefland wie im Gebirge häufig anzutreffen. Die Tiere bevorzugen feuchte Laub- und Mischwälder, Bruchwälder, Flussauen und die Nähe von Gewässern.
Die Imagines ernähren sich von Pollen und Blütenteilen. Man findet sie ab Mitte Juni bis August auf Doldenblütlern (Apiaceae), Engelwurzen (Angelica), Rainfarn (Tanacetum vulgare) und Holunder (Sambucus) oder auf Totholz. Die Weibchen legen ihre Eier in das meist feuchte und weiche, faulende, Holzsubstrat, in dem sich die Larven entwickeln. Larven entwickeln sich xylobiont in Tot- bzw. Moderholz in Baumstümpfen oder liegenden Totholzstämmen und -ästen, bevorzugt im Holz von Weiden, aber auch in anderen Laubhölzern wie Eichen, Buchen, Birken, Erlen oder Hasel. Die Entwicklung dauert drei Jahre und die Verpuppung erfolgt im Holz. Die Imagines schlüpfen nach einer Puppenzeit von etwa zwei Wochen.

## Systematik
Der Vierbindige Halsbock ist eine eigenständige Art der Bockkäfer (Cerambycidae) und wird dort in die Gattung Leptura (Linnaeus, 1758) innerhalb der Schmalböcke (Lepturinae) eingeordnet. Die wissenschaftliche Erstbeschreibung stammt von dem Naturforscher Carl von Linné, der ihn 1758 in der 10. Auflage seiner Systema Naturae beschrieb. Neben dieser Art enthält die Gattung 35 weitere Arten, mit drei weiteren in Europa. Teilweise wurde die Art als Strangalia quadrifasciata eingeordnet.
Innerhalb der Art werden zwei Unterarten unterschieden, zum einen die nördliche Nominatform Leptura quadrifasciata quadrifasciata und zum anderen die nach Süden ausstrahlende Form Leptura quadrifasciata lederi.
Der Gattungsname Leptura ist von altgriechisch λεπτός leptós ‚dünn‘ und  οὐρά  ourá für ‚Schwanz‘ abgeleitet und bezieht sich auf den spitz zulaufenden Hinterleib. Die ehemals artenreiche Gattung Leptura wurde aufgeteilt und umfasst heute in Europa nur noch vier Arten. Der Artname quadrifasciata leitet sich von den lateinischen Bezeichnungen quadri- für ‚vier‘ und fasciātus für ‚quer gebändert‘ ab und bezieht sich auf die Zeichnung der Flügeldecken mit vier Querbändern.

## Belege
1. 1 2 3 4 5 6 7 8 9  „Art: Leptura quadrifasciata Linnaeus, 1758 – Vierbindiger Halsbock.“ In: Bernhard Klausnitzer, Ulrich Klausnitzer, Ekkehard Wachmann, Zdeněk Hromádko: Die Bockkäfer Mitteleuropas. Die Neue Brehm-Bücherei 499, Band 2, 4. Auflage. VerlagsKG Wolf, Magdeburg 2018, ISBN 978-389432-864-1; S. 401–402.
2. 1 2 3  „22. Gattung: Strangalia Serville.“ In: Edmund Reitter: Fauna Germanica. Die Käfer des deutschen Reiches. K.G. Lutz, Stuttgart 1912; S. 15. (als Strangalia quadrifasciata, Digitalisat)
3. ↑  Liliane Burton: Une nouvelle espèce de longicorne pour la faune du Luxembourg : Leptura quadrifasciata Linnaeus, 1758 (Insecta, Coleoptera, Cerambycidae). Bulletin de la Société des naturalistes luxembourgeois 122, 2020; S. 127–129. (pdf)
4. ↑  Willy Troukens, Alain Drumont, Hugo Raemdonck, Camille Dekuijper, Loïc Dahan: Nieuwe en interessante vondsten van boktorren (Coleoptera: Cerambycidae) in de omgeving van Brussel. Phegea 45 (1), 1. März 2017; S. 1–6. (pdf)
5. 1 2  Leptura quadrifasciata auf biolib.cz; abgerufen am 28. April 2021.
6. ↑  Sigmund Schenkling: Erklärung der wissenschaftlichen Käfernamen (Gattungen)
7. ↑  Leptura bei Fauna Europaea. Abgerufen am 28. April 2021
8. ↑  Sigmund Schenkling: Erklärung der wissenschaftlichen Käfernamen (Art)